# Convento do Carmo de Cima
O Convento do Carmo de Cima (em galego: Convento do Carme de Arriba; em castelhano: Convento del Carmen de Arriba) é um convento de clausura de Carmelitas Descalças construído no século XVIII situado em Santiago de Compostela, Galiza, Espanha.

## Descrição
A iniciativa de criar um convento carmelita feminino em Compostela foi da escritora mística e religiosa galega María Antonia de Jesús, conhecida como a Monjita do Penedo, que está em processo de canonização. O edifício, concluído em 1758, é sóbrio, discreto e compacto, condizente com o caráter da ordem monástica que alberga e contrastando com a imponência do grande Convento de Santa Clara que fica em frente. A fachada, em silhar de granito segue o mesmo padrão construtivo do primeiro convento da ordem, o Convento de São José, fundado em Ávila no século XVI por Santa Teresa de Jesus. No centro da parte superior há um nicho com uma imagem policromada de Nossa Senhora do Carmo, padroeira dos marinheiros, que segundo se crê, é obra do grande mestre do rococó galego José Gambino.
A igreja é de planta em cruz latina e o seu interior nota-se a simplicidade que se anuncia no exterior. A altura das colunas que sustentam a abóbada é notável. O retábulo-mor, do século XIX, é de tendência neoclássica e é presidido por Nossa Senhora do Carmo. Os retábulos laterais são dedicados a Santa Teresa de Ávila e a São João da Cruz, os fundadores dos Carmelitas Descalços. A igreja tem duas capelas nas esquinas da ábside, uma presidida pela imagem de São José e outra por Nossa Senhora das Angústias no momento da Deposição da Cruz. Junto à parede do lado esquerdo (dita "do Evangelho") da capela-mor há um coro baixo, para uso comum, e o comungatório onde as freiras recebem a comunhão. O coro alto, situado no último tramo da nave, é usado para celebrações mais solenes.
No convento vivem atualmente 20 freiras carmelitas (a regra de Santa Teresa não permite mais do que 21 religiosas em cada convento). Além da vida contemplativa e dos ensaios musicais para as missas, as freiras ocupam-se de trabalhos domésticos, incluindo cuidar da horta e do galinheiro, o fabrico de hóstias para as igrejas da cidade e ainda a manufatura de objetos litúrgicos para fora, como rosários e escapulários.